# 輕鐵車廠站
輕鐵車廠站（英語：Light Rail Depot Stop），前名白角站，是香港輕鐵的車站之一，代號020，屬單程車票第1收費區，共有2個月台，共有3條輕鐵路線途經此站，設有行人天橋來往新屯門中心，車站名稱來自旁邊之輕鐵車廠（今名港鐵屯門車廠）。

## 車站結構

### 車站樓層
| 地面              | 出口 | 屯門高爾夫球中心 |   |  |
| 地面              | 月台 | \| 側式 · 開左邊车门 \| \| \| \| \| \| \| \| 輕鐵610綫往元朗（龍門） 輕鐵615綫往元朗（龍門） 輕鐵615P綫往兆康（龍門） \| 1 \| \| \| \| 2 \| 輕鐵610綫往屯門碼頭（蝴蝶） 輕鐵615綫往屯門碼頭（蝴蝶） 輕鐵615P綫往屯門碼頭（蝴蝶） \| \| \| \| 側式 · 開左邊车门 \| \| \| \| \| |   |  |
| 地面              | 出口 | 龍門路、屯門車廠、新屯門中心 |   |  |
| 側式 · 開左邊车门 |      | |   |  |
|                   |      | 輕鐵610綫往元朗（龍門） 輕鐵615綫往元朗（龍門） 輕鐵615P綫往兆康（龍門） | 1 |  |
|                   | 2    | 輕鐵610綫往屯門碼頭（蝴蝶） 輕鐵615綫往屯門碼頭（蝴蝶） 輕鐵615P綫往屯門碼頭（蝴蝶） |   |  |
| 側式 · 開左邊车门 |      | |   |  |

### 車站周邊
- 屯門車廠
- 湖山遊樂場
- 湖山河畔公園
- 新屯門中心
- 富健花園
- 屯門高爾夫球中心
- 屯門康樂體育中心
- 重置屯門游泳池（建築中）
- 兆湖苑（建築中）

## 歷史

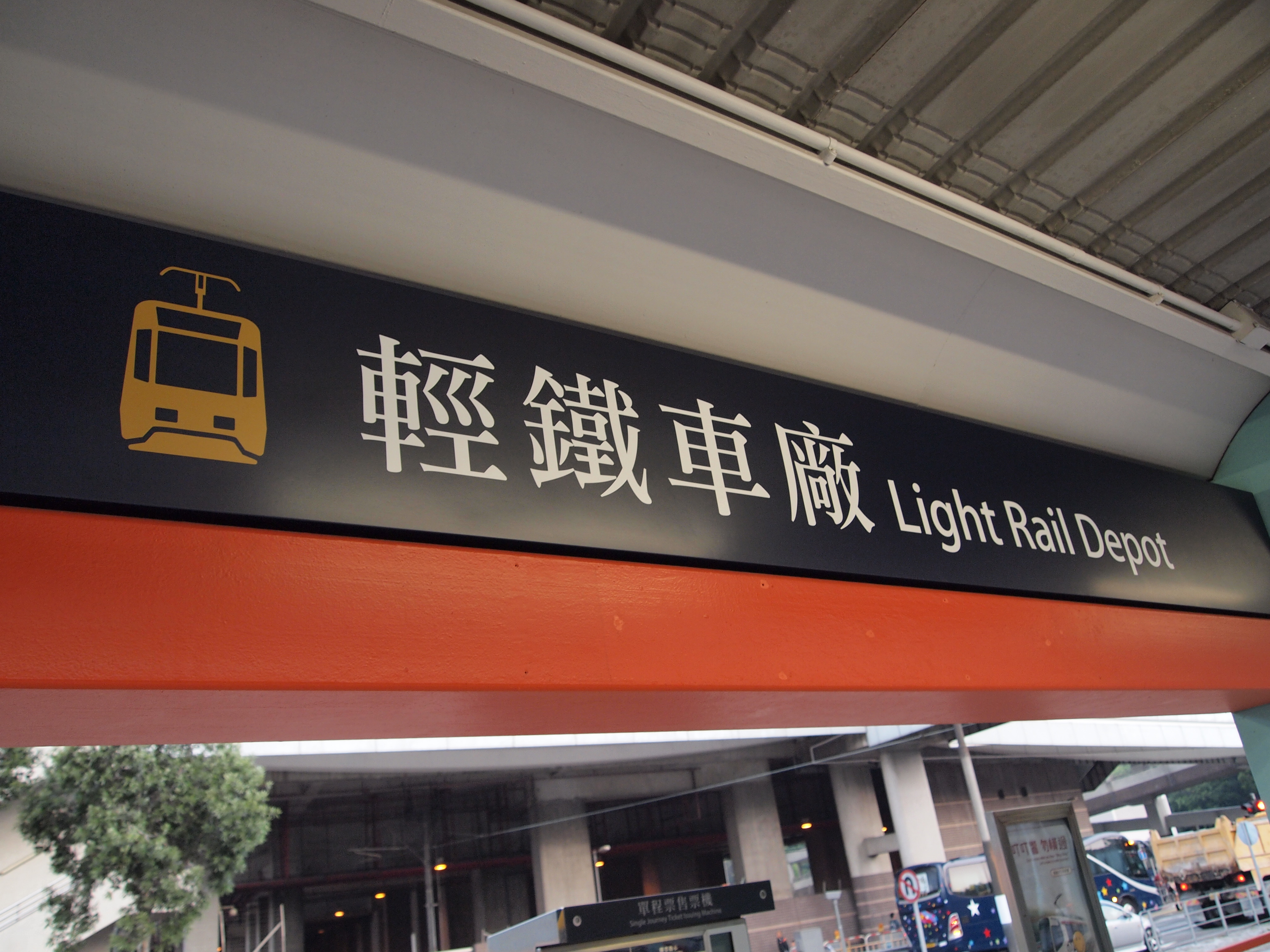
港鐵化的輕鐵車廠站名板

此站的位置接近從前的白角，因此通車初期稱為白角站，海角於填海後消失，車站亦在第一輪改名（1989年2月5日）改為現在的車站名稱。
改為「輕鐵車廠站」後英文名稱原為LRT Depot Stop，後因輕鐵英文簡稱由 LRT (Light Rail Transit) 改為Light Rail，此站英文名稱亦於2010年6月13日起改為Light Rail Depot Stop。

## 外部連結
- 港鐵公司 - 輕鐵及巴士服務 - 輕鐵街道圖 （页面存档备份，存于）
- 港鐵公司 - 輕鐵及巴士服務 - 輕鐵行車時間表 （页面存档备份，存于）